# Eduard Cuypers (architect)
Eduard Henricus Gerardus Hubertus Cuypers (Roermond, 18 april 1859 – Den Haag, 1 juni 1927) was een Nederlands architect.

## Leven en werk

### Vroeg werk

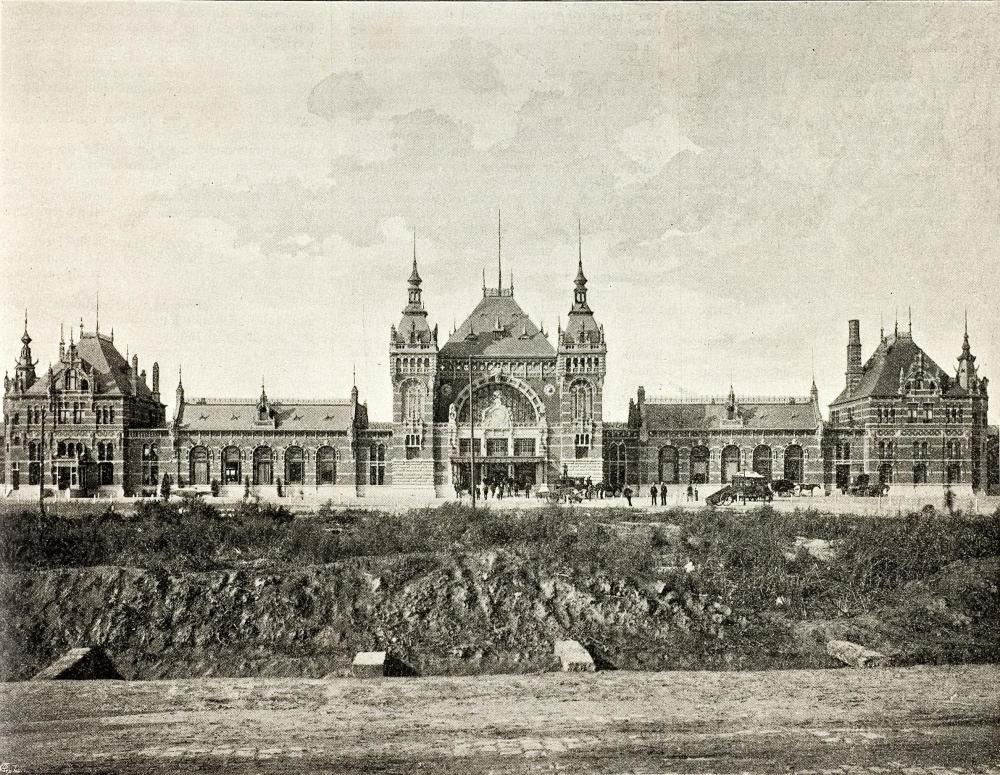
Het tweede treinstation van 's-Hertogenbosch, in 1896 ontworpen door Eduard Cuypers

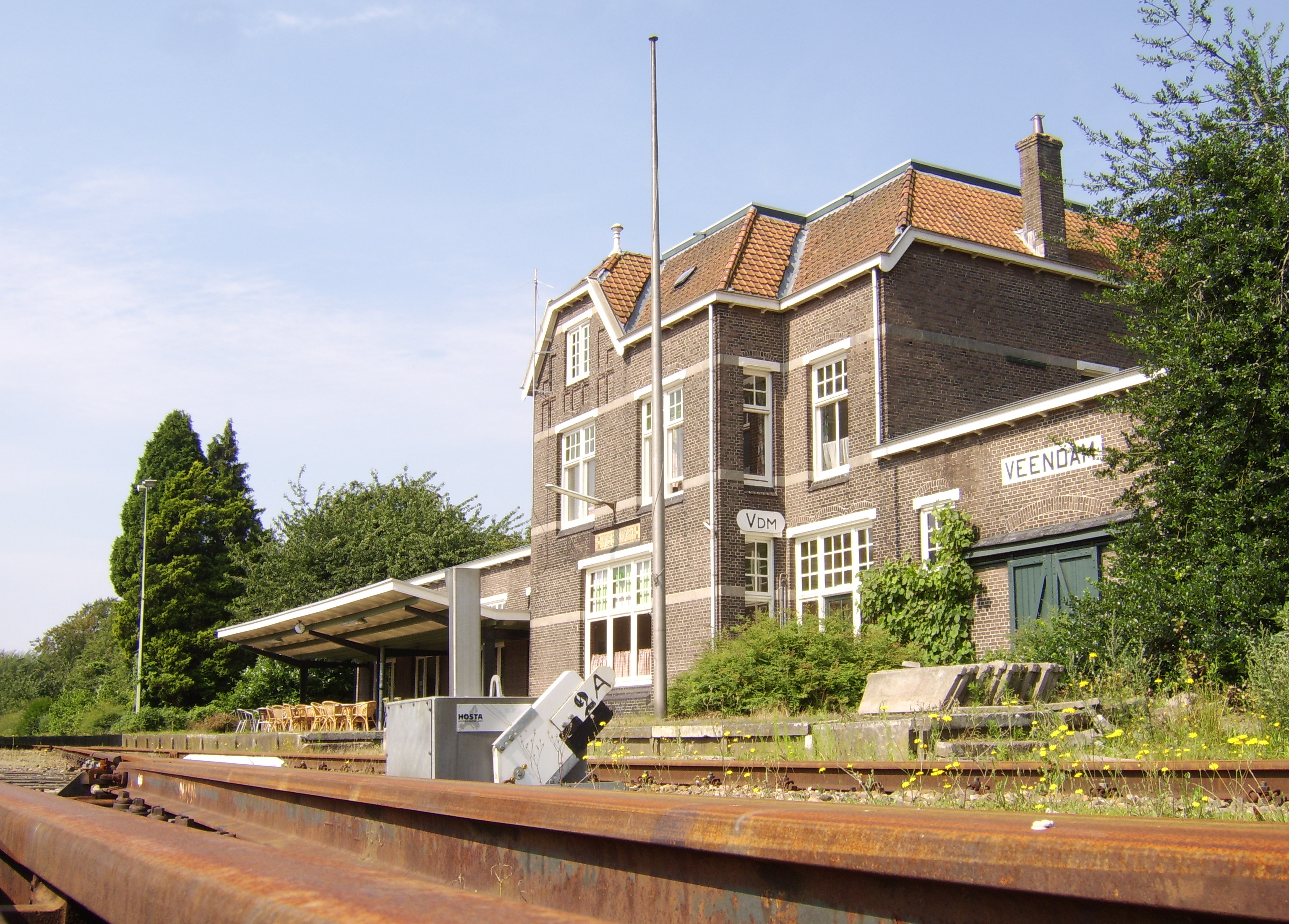
Voormalig treinstation Veendam (1909), ontworpen door Eduard Cuypers

Hij was de zoon van de decorateur Henricus Hubertus Cuypers en Joanna Maria Elisabeth Hoff. Cuypers werd opgeleid op het architectenbureau van zijn oom Pierre Cuypers. In 1881 richtte Eduard Cuypers een eigen architectenbureau op in Amsterdam. Dankzij goede contacten met het bedrijfsleven kreeg hij opdrachten voor kantoren, winkelpanden, villa's en woonhuizen. Ondanks zijn opleiding werkte hij niet in de stijl van de neogotiek die zijn oom omarmde, maar werd zijn vroege werk sterk beïnvloed door de nieuwe stijlinvloeden, die opkwamen en weer verdwenen, zoals jugendstil, rationalisme, Um 1800-Bewegung e.a. 
In tegenstelling tot zijn oom en diens zoon Joseph Cuypers profileerde Eduard Cuypers zich niet uitdrukkelijk als kerkenbouwer, hoewel hij wel een klein aantal kerken bouwde.  Een belangrijkere plaats in zijn oeuvre nemen de tientallen door hem ontworpen stationsgebouwen in, die in het oosten en noorden van het land werden gebouwd.  Bij de bouw van de spoorlijn van de NOLS heeft hij de stations- en haltegebouwen ontworpen. Zijn meest monumentale werk was echter het tweede station van 's-Hertogenbosch, dat hij in 1896 opleverde. Het station is gesloopt en vervangen nadat het ernstig was beschadigd tijdens de Tweede Wereldoorlog. 
In 1899 verhuisde Cuypers naar een door hem ontworpen woning aan de Jan Luijkenstraat. Hij woonde op de begane grond. De eerste en tweede verdieping waren bestemd als jonggezellenwoning, bedoeld voor inwonende medewerkers. Hij onderhield ook een bibliotheek waarin hij boeken over architectuur, kunst en cultuur verzamelde. Op zolder was een atelier waar vrouwelijke medewerkers werkten aan lampenkappen, gordijnen en meubelbekleding. Ook waren er ruimtes als tentoonstellingsruimte ingericht waar bezoekers geïnformeerd konden worden over ontwikkelingen in de binnenhuisarchitectuur.
Tegen 1905 had het architectenbureau en atelier van Cuypers zo'n vijftig mensen in dienst, waardoor het een van de grootste was van Nederland. Voor het ontwerp van het Vredespaleis stuurde Cuypers maar liefst vier inzendingen, maar geen van de inzendingen werd gekozen.
Tussen 1905-1927 werden kastelen verbouwd en uitgebreid naar plannen van Cuypers en specialiseerde het bureau zich in de ziekenhuisbouw. (Dordrecht, Nijmegen, Heerlen, Tilburg), ontwierp het enkele kerken en kapellen (Heerlen, Nijmegen, Tilburg, 's-Gravenhage) en scholen (Eindhoven, Overveen). 
Door Cuypers en zijn medewerkers werden ook vele kunstnijverheidsproducten, zoals meubels, lampen en glasserviezen ontworpen. Cuypers' belangstelling voor interieurkunst leidde in 1903 tot de uitgave van het tijdschrift "Het Huis" (HH) en vanaf 1905 tot Het Huis, Oud & Nieuw (HHON): maandelijksch prentenboek gewijd aan huis-inrichting, bouw en sierkunst, dat tot 1927 verscheen.

### Bouwen in Nederlands-Indië

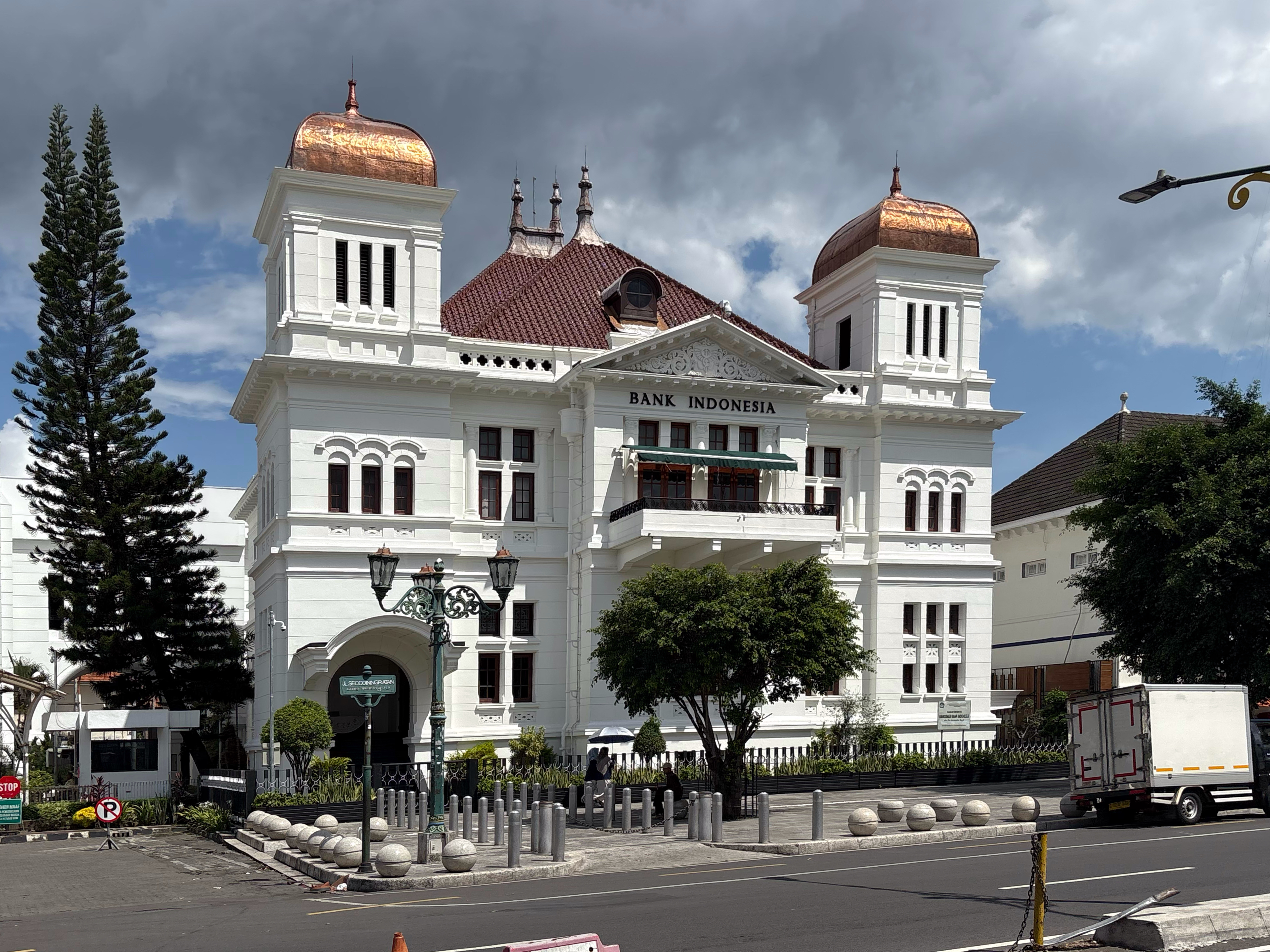
Het gebouw van de Javasche Bank in Yogyakarta, Indonesië uit 1915, door Eduard Cuypers.

Cuypers kwam met Nederlands-Indië in aanraking toen hij in 1907 van de directeur van De Javasche Bank, Gerard Vissering, de opdracht kreeg voor het ontwerp van een aantal bankgebouwen. Zij hadden elkaar leren kennen toen Cuypers de opdracht kreeg om de vestiging van de Amsterdamsche Bank, waar Vissering op dat moment directeur van was, uit te breiden. De nieuwe bankgebouwen in Indië moesten allure uitstralen, vergelijkbaar met de bank- en overheidsgebouwen in steden als Singapore, Hongkong, Sydney en Manila. Een invloedrijke architect in Indië, Moojen, kreeg als eerst de kans om ontwerpen te maken voor de bankgebouwen. Zijn ontwerpen in een eigentijdse Hollandse bouwstijl en in de geest van Berlage, bevielen echter niet. Vissering wist dat Cuypers sympathie had voor de beaux-arts-stijl, een stijl die hij geschikt achtte voor Indië. Deze bouwstijl was in Nederland niet populair en er werd dan ook nauwelijks in gebouwd.
Op aanraden van Vissering ging Cuypers een samenwerkingsverband aan met de ervaren architect-aannemer in Nederlands-Indië Marius Hulswit. Datzelfde jaar werd al begonnen aan de bouw van twee door Cuypers ontworpen bankgebouwen, een in Medan en het andere in Soerakarta. In 1909 maakte Cuypers een reis naar Indië om bouwterreinen voor toekomstige banken te verkennen, de vorderingen te zien en de overeenkomst met Hulswit te tekenen. Samen met Hulswit begon Cuypers een Indisch architectenbureau ‘Ed. Cuypers en Hulswit’ dat zich vestigde in Weltevreden. Voor de Wereldtentoonstelling van 1910 in Brussel mocht hij de presentatie van Indische producten alsook de Nederlandse tuin ontwerpen. Cuypers keerde na zijn reis terug naar Nederland van waaruit hij ontwerpen voor Indische projecten maakte en opstuurde. Het bureau kreeg van de gemeente in Batavia, waar de eerder genoemde Moojen veel invloed had op de beoordelingen van bouwplannen, veel tegenwerking te verduren en het werd gedwongen in de Nederlandsch-Indische Bouwstijl te bouwen. In 1914 gingen Hulswit en Cuypers zich ook associëren met het technisch bureau van A.A. Fermont dat zich bezighield met de uitvoering van projecten en werd de naam: ‘Hulswit, Fermont en Ed. Cuypers’. In 1921 ontstond ‘N.V. Architecten-Ingenieursbureau Hulswit en Fermont te Weltevreden en Ed. Cuypers te Amsterdam’. Na het overlijden van Eduard Cuypers heette het bureau Fermont-Cuypers, dat tot de naasting in 1958 heeft bestaan.
Het architectenbureau van Cuypers en Hulswit speelde een grote rol in de ontwikkeling van de Indische architectuur in de eerste helft van de twintigste eeuw. Door de stijl en het gebruik van de nieuwste technieken was het bureau geliefd bij het bedrijfsleven. Zijn ontwerpen waren in klassieke renaissance en barokstijl met inheems invloeden. Het bureau bouwde onder andere het hoofdkantoor van De Javasche Bank in Batavia, twaalf agentschappen van die bank, waaronder een filiaal in Yogyakarta, het gebouw van de Hongkong Shanghai Bank en kantoren van de Chartered Bank, de Nederlandsche Handel-Maatschappij en de Escompto-bank. Daarnaast kantoorpanden voor handelshuizen zoals het WEVA gebouw, de Handelsvereeniging Amsterdam, Lindeteves-Stokvis en een gebouw van de Internationale Crediet- en Handelsvereeniging Rotterdam, het kantoor van de Borneo Company en verzekeringsmaatschappijen als Dordrecht, en een fabriek voor de British American Tobacco Company. Verder bouwde het een clubgebouw voor de cricket club, een apotheek, boekhandel, kliniek, ziekenhuis, scholen, katholieke kerken en een hotel. Het was het meest productieve bureau van alle particuliere bureaus in Nederlands-Indië.
Cuypers was onder de indruk van de schoonheid van het Indische landschap en had interesse in de Indische volkskunst. Het zette hem aan tot de oprichting van een tijdschrift. In het eerste tijdschrift Het Ned.-Indische Huis oud & nieuw dat drie jaar, zesmaandelijks werd uitgegeven tussen 1913 en 1915, ging over bouwkunst en kunstnijverheid en het had veel artikelen over de gebouwen van zijn bureau Cuypers-Hulswit. In 1916 richtte hij een nieuw tijdschrift op: Nederlands-Indië Oud & Nieuw (NION) dat algemener van aard was en onderwerpen over Indië behandelde. Dit tijdschrift werd uitgegeven tot en met 1934.

### Werk in Nederland
In Nederland ging het architectenbureau zich na 1918 meer en meer bezighouden met utilitaire projecten, zoals scholen, katholieke instellingen en ziekenhuizen. Voor sociale woningbouw, waar rationele ontwerpen het credo waren, kreeg het bureau nooit een opdracht.
Het bureau van Cuypers wordt gezien als de oorsprong van de Amsterdamse School omdat de aanvoerders van deze stijl, Michel de Klerk, Joan van der Mey en Piet Kramer, allen op zijn kantoor gevormd waren. Ook Berend Tobia Boeyinga, een van de belangrijkste volgelingen van de Amsterdamse School, werkte enige tijd voor Cuypers. Naast de architecten die verbonden zijn met Amsterdamse School is ook Charles Estourgie zijn carrière begonnen op het kantoor van Cuypers.
Volgens zijn overlijdensadvertentie was hij ridder in de Orde van Oranje-Nassau, de Leopoldsorde en de Kroonorde van België. Voorts zou hij in het bezit zijn van het Kruis van Verdienste van het Nederlandse Rode Kruis en dat van de Souvereine Orde van Malta. Voor de Maltezerorde verbouwde hij een Utrechts grachtenpand tot 'ridderhuis'. 
De familie van Cuypers schreef onder het motto Requiem Aeternam na zijn overlijden een beperkte prijsvraag uit voor het ontwerp van een grafmonument, alleen medewerkers van het kantoor mochten een inzending tonen. De winnaar was na beoordeling van elf inzendingen en maquettes architect Willem Hermanus Josef Desain/De Sain (Amsterdam, 7 april 1893 – aldaar 18 mei 1953), die later architect bij de Rijksgebouwendienst werd. Het uiteindelijke monument zag er iets anders uit dan het ontwerp. Het grafmonument op Zorgvlied is ook van buiten de begraafplaats te zien.
Na Cuypers' overlijden in 1927 werd zijn kantoor door anderen voortgezet. In Nederlands Indië ging het door onder de naam "Fermont-Cuypers" tot dit in 1960 formeel werd opgeheven. In Nederland werkten zijn opvolgers onder de naam "Eduard Cuypers". De huidige naam is a/d amstel architecten en is nog steeds gevestigd in Amsterdam.

## Bouwwerken
Panden die door Eduard Cuypers zijn ontworpen en in Europa werden gebouwd zijn onder andere:
- het pand Spui 10 voor het meubel- en tapijtmagazijn H.F. Jansen & Zonen te Amsterdam.[18]
- het pand van het Algemeen Handelsblad aan de Nieuwezijds Voorburgwal te Amsterdam.[19]

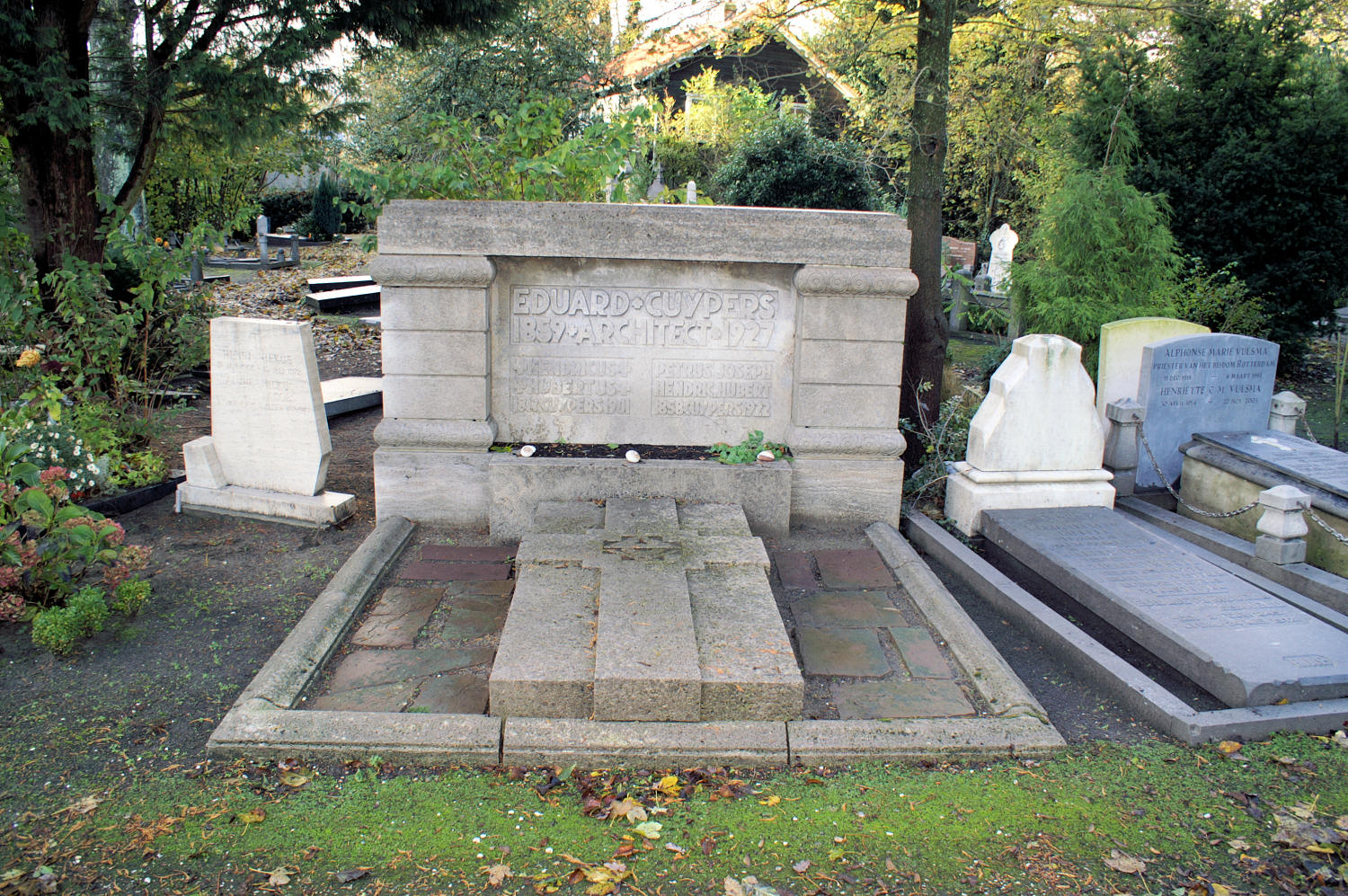
Graf van Eduard Cuypers

- het pand van het Rosenthal & Co aan de Nieuwe Spiegelstraat 6 te Amsterdam (1903)[20]
- het Veiligheidsinstituut aan de Hobbemakade 22 te Amsterdam.[21]
- Huize Boldershof aan de Ambtshuisstraat 4 te Druten (1907/1915).[22]
- Huize Vilsteren aan de Vilsterseweg 16 in Vilsteren (1907).[23]

### Boeken
- 'Alweer een sieraad voor de Stad'. Het oeuvre van Eduard Cuypers in voormalig Nederlands-Indië, Obbe H. Norbruis (2018) LM Publishers.
- 'Landmarks from a bygone era'. Life and work from Ed.Cuypers and Hulswit-Fermont in the Dutch East Indies, Obbe H. Norbruis (2020) LM Publishers.
- 'Eduard Cuypers, een architect met een eigen koers', Constant van Nispen (2021) Uitgeverij Verloren.
- 'Eduard Cuypers, Leven & Werk en hoe hij verdween uit onze architectuurgeschiedenis met oeuvrecatalogus', Obbe H. Norbruis (2025) LM Publishers.